# Fred Ottevaire
Fred « Freddy » Ottevaire né le 12 septembre 1913 à Détroit et mort en janvier 2003, est un coureur cycliste américain, coureur de courses de six jours.

## Palmarès
- 1934
  - Six jours de Toronto avec Reginald Fielding et Jimmy Walthour
  - Six jours de Buffalo avec William Peden
  - 3e des Six jours de Londres avec Charly Winter
- 1935
  - Six jours de Minneapolis avec Frank Bartell
- 1936
  - Six jours de Minneapolis avec Freddy Zach